# Else Jacobsen
Else Agnes Ella Jacobsen (født 31. maj 1911 i Ordrup, død 3. april 1965 i København) var en dansk svømmer, der både var verdensrekordindehaver og deltog i to olympiske lege i mellemkrigstiden.

## Svømmekarriere
Else Jacobsen blev som 12-årig meldt ind i Dansk Kvinde-Gymnastikforening, og allerede som 16-årig vandt hun sit første danske mesterskab. Samme år satte hun verdensrekord, da hun vandt 200 meter brystsvømning ved det nordiske mesterskab i Norge og blev dermed den første dansker, der satte verdensrekord i svømning.
Hun blev dermed et af Danmarks store håb ved OL 1928 i Amsterdam. På dette tidspunkt fandtes der ingen svømmehal i København, så Else Jacobsen rejste til Malmø og trænede, indtil det danske havvand blev tilstrækkeligt varmt til, at der kunne trænes i det. Ved de olympiske lege i Amsterdam stillede hun op i 100 m rygcrawl, hvor hun ikke kom videre fra indledende heat, samt i 200 m brystsvømning, hvor hun med en fjerdeplads akkurat ikke fik medalje.
I 1930 åbnede Østerbro Svømmehal, hvilket gav mulighed for systematisk træning året rundt, og i foråret 1932 satte hun fire verdensrekorder. Danmarks Olympiske Komité havde imidlertid ikke penge til at sende deltagere så langt væk som til Los Angeles, hvor OL skulle afvikles samme år, men en indsamling blandt dansk-amerikanere i USA, organiseret af stumfilms-skuespilleren Jean Hersholt, muliggjorde dansk deltagelse, og dermed kom Else Jacobsen med. Denne gang stillede hun kun op i 200 m brystsvømning, og hun vandt sit indledende heat, men i finalen blev hun besejret af australske Clare Dennis, der vandt guld, og japanske Hideko Maehata, der fik sølv, og måtte dermed nøjes med bronze, hvilket både personligt og nationalt var en stor skuffelse. Efter løbet udtalte hun: "Fire års slid for at skaffe Danmark en guldmedalje, og så kun nummer tre." Efter hjemkomsten udgav hun sin dagbog om turen til OL Med Else til Los Angeles, 1932, og for sine præstationer det år blev hun tildelt B.T.s guldmedalje. Året efter modtog hun af Dansk Idrætsforbund Nathansens Mindepokal.
I 1933 blev Else Jacobsen uddannet som gymnastik- og svømmelærer ved Paul Petersens Institut og ville herefter begynde at arbejde som svømmeinstruktør, hvad der ifølge amatørreglerne indebar, at hun måtte stoppe som konkurrencesvømmer. B.T. tilbød hende imidlertid ansættelse på bladet på så lempelige vilkår, at hun samtidig kunne fortsætte sin svømmekarriere med henblik på deltagelse ved OL 1936 i Berlin. I efteråret 1933 satte hun sin sjette og sidste verdensrekord; men efter en række sammenstød med svømmeledere, bl.a. Ingeborg Paul-Petersen, indstillede hun sin aktive karriere i 1934.

## Videre karriere
Efter at have stoppet sin amatørkarriere oprettede hun først en privat svømmeskole i Østerbro Svømmehal. I 1935 blev Svømmeklubben Triton stiftet som en sammenslutning af hendes privatelever og af 20 utilfredse svømmere, som havde meldt sig ud af Gymnastik- og Svømmeforeningen Hermes, blandt disse var hendes senere mand Willy Baade. Hun arbejdede som instruktør i Triton indtil sin død i 1965, blandt andet som træner for OL-guldmedaljevinderen Greta Andersen, og var i samme periode svømmelærer i Østerbro Svømmehal. Hun deltog ved OL i 1952 og 1960 som leder for det danske svømmehold.